# Рухама
Рухама (ивр. רֻחָמָה‎) — кибуц в Южном округе Израиля. Кибуц, основанный в 1944 году на месте первого современного еврейского поселения в Негеве, административно относится к региональному совету Шаар-ха-Негев. Население в 2017 году около 650 человек, основные компоненты хозяйства — птицеводство, богарное земледелие (в основном пшеница и ячмень), лёгкая и точная промышленность.

## География
Рухама расположена на севере Негева и входит в региональный совет Шаар-ха-Негев. Рядом с Рухамой проходит шоссе 334, соединяющее Сдерот и кибуц Бейт-Кама.
По соседству с кибуцев расположены объект национальной истории — остатки первой еврейской фермы, основанной в 1912 году — и развалины арабской деревни Джамама, в свою очередь построенной на развалинах византийского периода.

## История
В 1911 году Палестинский филиал Всемирной сионистской организации впервые приобрёл землю под еврейские поселения на севере Негева, недалеко от Бир-эс-Сабы и деревни Джамама. Были выкуплены 6000 дунамов (6 км²) земли по цене 1,5 франка за дунам, остававшиеся единственной территорией в еврейской собственности в этом районе вплоть до Первой мировой войны.
После устранения бюрократических препон со стороны османских властей на купленных землях обосновались поселенцы из сионистского движения «Шеерит Исраэль», действовавшего в России. Новое поселение получило название Рухама по фразе из Книги Осии; официальной датой его основания считается 5 декабря 1912 года. Основным принципом Рухамы было использование еврейского сельскохозяйственного труда. Началась мелиорация земель под посевы, высадка эвкалиптов, а к весне 1914 года — миндаля. Был вырыт колодец, освободивший поселенцев от необходимости приобретать воду у арабских соседей. К Первой мировой войне население Рухамы достигло 50 человек. В эти годы поселение приходилось постоянно охранять от местных бедуинов, не упускавших возможности угнать скот или даже совершить вооружённый налёт, а в 1915 году на Рухаму обрушилось две волны саранчи.
После начала войны османские власти стали относиться с подозрением к поселенцам, большинство которых имели иностранное подданство. Некоторые евреи были высланы в Газу и Бейрут, другим было запрещено покидать ферму. Несмотря на это, в Рухаме продолжались сельскохозяйственные работы и даже была создана база организации самообороны «Ха-Шомер». Однако 30 октября 1917 года, когда к поселению приближались наступавшие британские войска, османская жандармерия арестовала всех жителей Рухамы и отправила в Бир-эс-Сабу. Поселение было разграблено бедуинами и на время заброшено. Новая попытка заселения Рухамы была оборвана арабскими бунтами 1929 года, когда пришлось эвакуировать отдалённые еврейские поселения. В 1932 году в Рухаме обосновалась рабочая группа, занявшаяся разведением цитрусовых, но очередное арабское восстание во второй половине 1930-х годов положило конец и этому предприятию. Рухама вновь была оставлена, разграблена и разрушена.
19 марта 1944 года в Рухаме появились новые обитатели — группа активистов движения «Ха-Поэль ха-Цаир». Поселение было возрождено как кибуц. В 1946 году в него прибыли новые репатрианты из Польши, а на следующий год —члены группы «Эйлон», пережившие Холокост в Швейцарии. После начала Войны за независимость Израиля Рухама оказалась в окружении арабских войск, дети из кибуца были эвакуированы в Яффу. Кибуц играл важную роль в обороне еврейских территорий в Негеве; здесь был размещён полевой госпиталь и оборудовано лётное поле. Рухама подвергалась бомбардировкам египетской авиации, и один из самолётов противника был сбит огнём кибуцников.
После войны коллектив кибуца пополнили репатрианты из итальянского отделения движения «Гехалуц» (1949—1950) и из движения «Ха-шомер ха-цаир» из Марокко. В 1956 году Рухама была подсоединена к общеизраильской электрической сети. В 1980-е годы число членов кибуца достигло рекордной отметки в 360 человек. Однако в экономическом плане хозяйство Рухамы переживало трудности и, несмотря на списание долгов с кибуцного движения, в 1998 году она оказалась на грани банкротства. Хозяйство удалось оздоровить благодаря передаче управления в руки внешней компании и резкому снижению расходов на общественные нужды. В 2002 году было принято решение о почти полной приватизации хозяйства Рухамы, за исключением сфер здравоохранения и образования.

## Население
По данным Центрального статистического бюро Израиля, население на начало 2020 года составляло 689 человек.
В 2008 году, в год наиболее недавней переписи населения Израиля, в кибуце проживали порядка 500 человек — рост по сравнению с переписью 1995 года; более трети жителей перебрались в Рухаму из других населённых пунктов в течение пяти лет перед переписью. Медианный возраст жителей равнялся 32 годам (29 среди мужчин, 35 среди женщин), 17 % населения составляли дети и подростки в возрасте до 17 лет включительно, 19 % — люди пенсионного возраста (65 лет и старше). Из числа жителей примерно 25 % были уроженцами других стран, в основном репатриировавшимися в Израиль до 1960 года.
42 % жителей Рухамы старше 15 лет в 2008 году состояли в браке. Две трети домохозяйств составляли одиночки, средний размер домохозяйства — 1,6 человека.

## Экономика
Уже с 1947 года в кибуце работает фабрика по производству щёток. В 1984 году было основано предприятие точной промышленности — «Электроника Рухама», специализирующееся на производстве печатных плат. Среди отраслей сельского хозяйства в Рухаме основными являются богарное земледелие (в основном выращиваются пшеница и ячмень) и выращивание мясных пород птицы — кибуц производит порядка 1500 тон птичьего мяса в год. Имеются также плантация цитрусовых площадью 50 га и совместный с кибуцем Дорот коровник. 98 % трудоспособного населения Рухамы (и 100 % мужчин) были трудоустроены в 2008 году; средненедельное время работы — 38,5 часа.
По данным переписи населения 2008 года, в 70 % домохозяйств Рухамы имелся персональный компьютер, более чем в двух третях домохозяйств — как минимум один автомобиль (очень редко два или больше). В среднем на домохозяйство приходилось 1,3 сотовых телефона.